# RC2
RC2 còn được gọi là ARC2 (“RC” là viết tắt của “Ron’s Code” hoặc “Rivest Cipher”) là thuật toán mã khối được thiết kế vào năm 1987 bởi Ron Rivest của hãng bảo mật dữ liệu RSA Data Security.
Ban đầu, các chi tiết của thuật toán đã được giữ bí mật – độc quyền của RSA Security. Nhưng vào ngày 29 tháng 1 năm 1996 mã nguồn RC2 đã bị tin tặc chia sẻ trên diễn đàn usenet, sci.crypt. Đây là 1 tiết lộ tương tự đã xảy ra trước đó với RC4.
Vào tháng 3 năm 1998 Ron Rivest đã công khai miêu tả thuật toán RC2 của mình.
RC2 sử dụng khối có độ dài 64 bits, khóa có độ dài từ 8 đến 1024bits. Thuật toán trong RC2 được thiết kế để có thể dễ dàng và hiệu quả triển khai trong hệ thống với bộ vi xử lý 16 bits(độ dài thanh ghi bằng 16 bits). Tốc độ mã hóa của RC2 lớn hơn rất nhiều so với DES, còn về độ an toàn thì có thể lớn hơn hoặc nhỏ hơn phụ thuộc vào chiều dài khóa  được chọn. Thuật toán này thuộc sở hữu của công ty RSA Security Inc, nên muốn sử dụng nó phải được sự đồng ý của công ty này.
Một tính năng quan trọng của RC2 là sự linh hoạt cung cấp cho người sử dụng về mặt hiệu quả kích thước của khóa. Điều này trở thành một tính năng phổ biến đề xuất nhiều mã khối và nó được chứng minh là rất quan trọng trong thương mại các ứng dụng.
Qua nhiều năm, RC2 đã được triển khai rộng rãi và có tính năng nổi bật có tiêu chuẩn truyền tin an toàn.